# Bäckmyrtjärnen (Lycksele socken, Lappland, 717657-164790)
Bäckmyrtjärnen är en sjö i Lycksele kommun i Lappland och ingår i Umeälvens huvudavrinningsområde. Sjön har en area på 0,0502 kvadratkilometer och ligger 260,9 meter över havet. Sjön avvattnas av vattendraget Sikbäcken.

## Delavrinningsområde
Bäckmyrtjärnen ingår i det delavrinningsområde (717589-164820) som SMHI kallar för Utloppet av Inner-Busjön. Medelhöjden är 271 meter över havet och ytan är 9,34 kvadratkilometer. Det finns inga avrinningsområden uppströms utan avrinningsområdet är högsta punkten. Sikbäcken som avvattnar avrinningsområdet har biflödesordning 3, vilket innebär att vattnet flödar genom totalt 3 vattendrag innan det når havet efter 201 kilometer. Avrinningsområdet består mestadels av skog (54 procent) och sankmarker (19 procent). Avrinningsområdet har 1,75 kvadratkilometer vattenytor vilket ger det en sjöprocent på 18,8 procent.